# 2011 ve fotografii

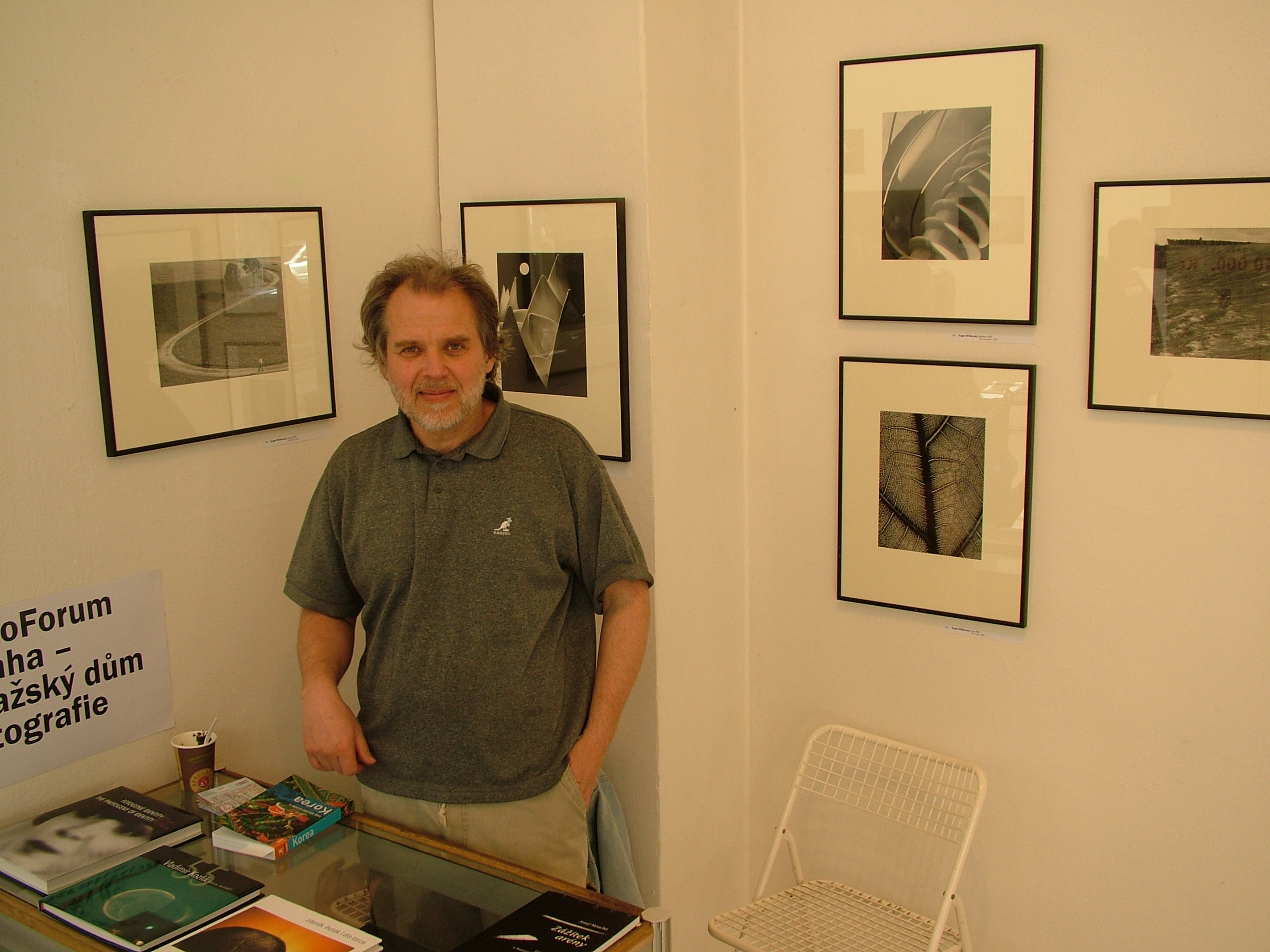
Prague Photo v Mánesu, Jan Pohribný, 2011

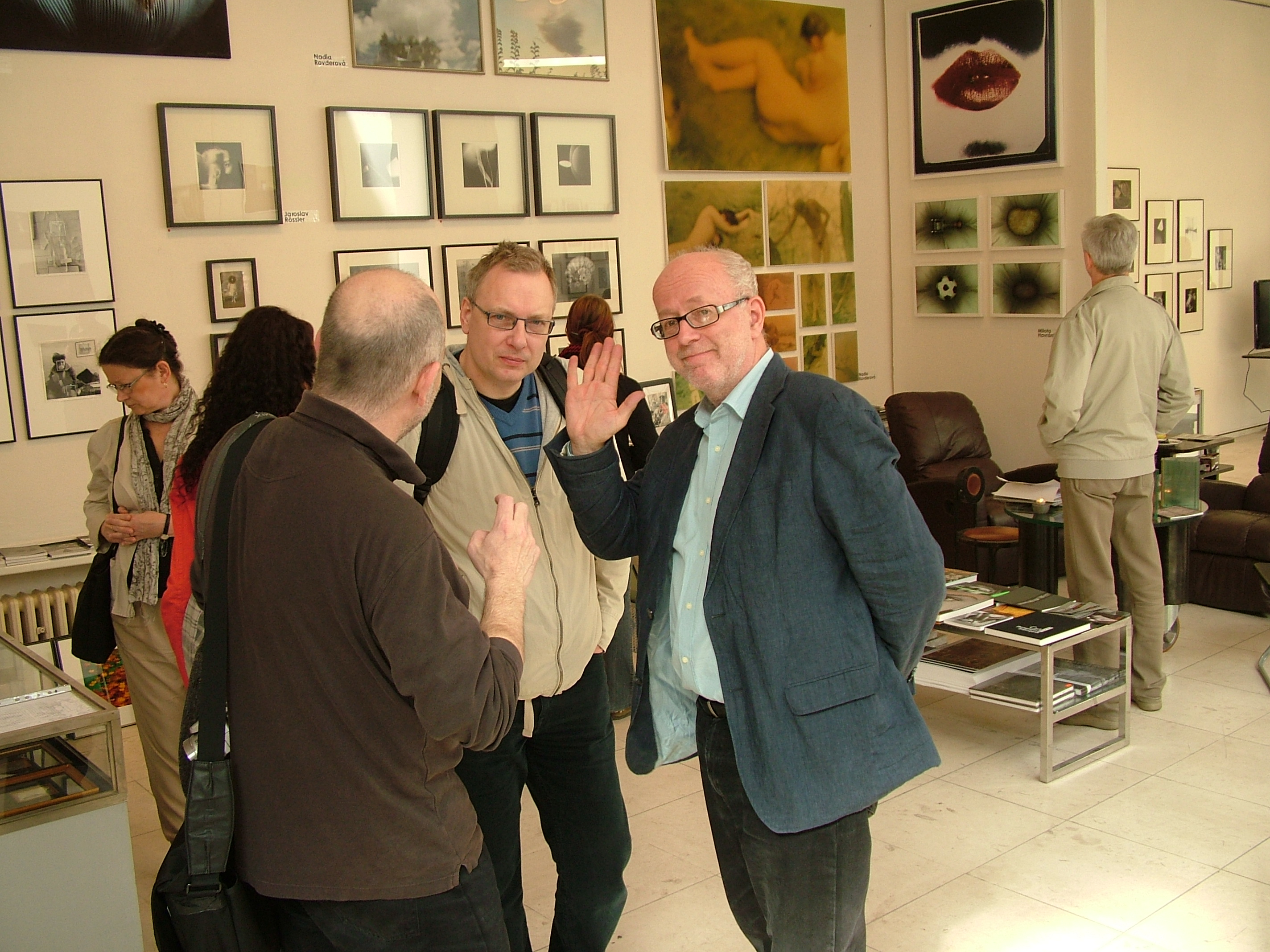
Prague Photo v Mánesu, Vladimír Birgus, 2011

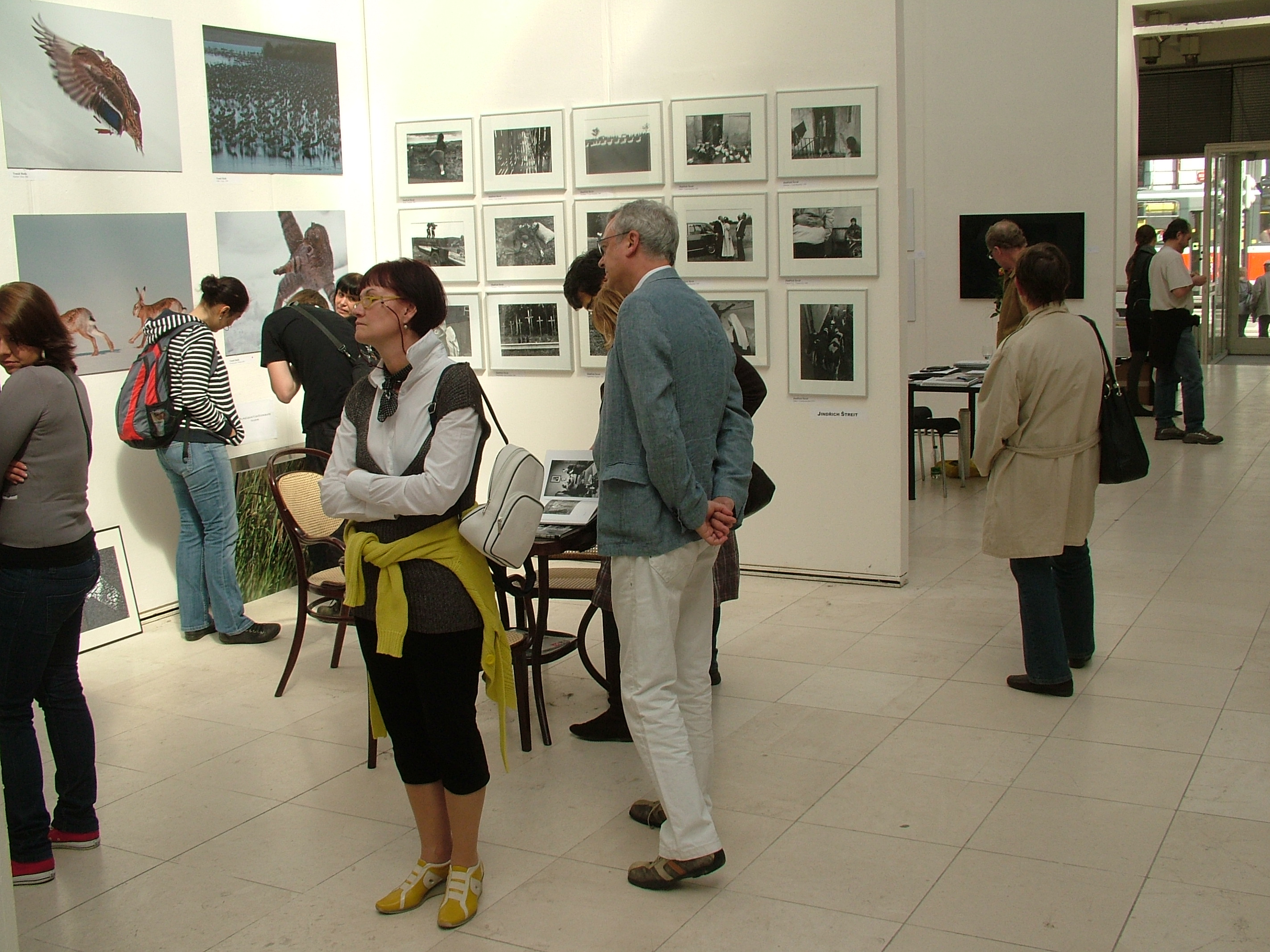
Prague Photo v Mánesu, návštěvníci, 2011

Tento článek popisuje významné události roku 2011 ve fotografii.

## Události

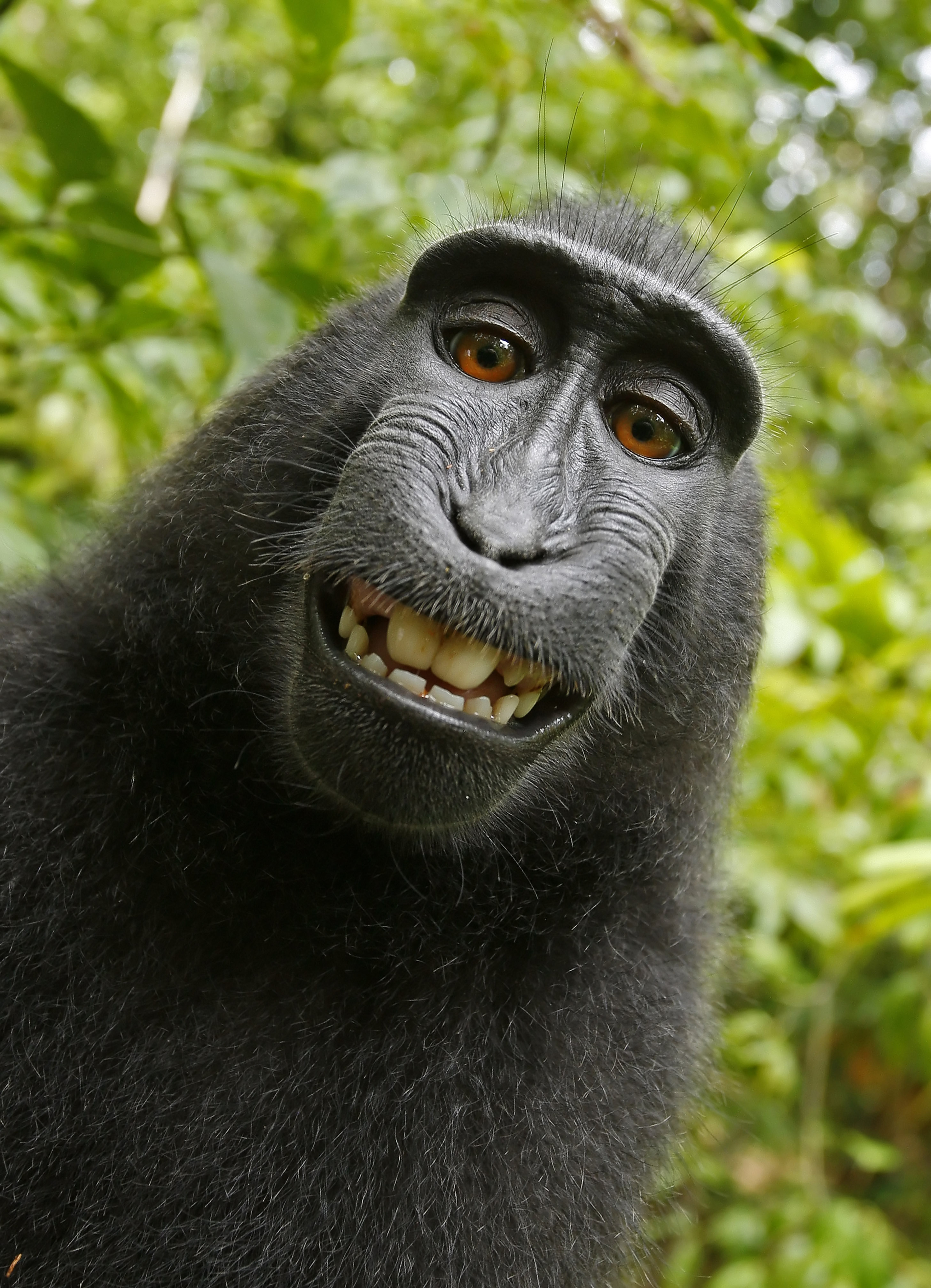
Jedno z opičích selfie samičky makaka, které bylo předmětem soudního sporu

- 5. srpna NASA oznámila, že její Mars Reconnaissance Orbiter zachytil fotografické důkazy existence tekuté vody na Marsu během teplých období.

- 19. října První plenoptický fotoaparát společnosti Lytro šel do prodeje 19. října 2011 s pamětí 8 GB (za 399 USD) a ve verzi 16 GB (za 499 dolarů),[1] a do expedice 29. února 2012.[2][3]

- 4. července vzniklo opičí selfie, po kterém se rozvinuly soudní spory mezi fotografem Davidem Slaterem a Wikimedia Commons.

### Festivaly a výstavy
- Funkeho Kolín 2011
- Prague Biennale Photo 2011
- Prague Photo 2011, duben

- Měsíc fotografie Bratislava, podzim 2011

- Mezinárodní festival fotografie v Lodži
- 109. kongres Fédération photographique de France, Gradignan, 2.–4. června 2011
- 42. Rencontres d'Arles červenec–září 2011
- 15. Festival international de la photo animalière et de nature, Montier-en-Der, každý třetí čtvrtek v listopadu
- Salon de la photo, Paříž, listopad 2011
- Mois de la Photo, Paříž, listopad
- Paris Photo, listopad

- Nordic Light, Kristiansund

- Month of Photography Asia, Singapur

## Ocenění
- Czech Press Photo – Vítězem 17. ročníku soutěže se stal Stanislav Krupař z časopisu Reflex se snímkem z nepokojů na Šluknovsku.[4]
- World Press Photo –  Samuel Aranda, pracující pro New York Times, za snímek z nepokojů v Jemenu.[5]

- Hasselblad Award – Walid Raad
- Cena Lennarta Nilssona – Nancy Kedersha, (Harvard Medical School)
- Švédská cena za fotografickou publikaci – Maria Miesenberger za Sverige/Schweden (Švédsko)

- Prix Niépce – Guillaume Herbaut
- Cena Henriho Cartier-Bressona – Vanessa Winship (Anglie), za projekt Là-bas: une odyssée américaine
- Prix de photographie de l'Académie des beaux-arts – Françoise Huguier,[6] za projekt Vertical / Horizontal, Intérieur / Extérieur
- Prix Bayeux-Calvados des correspondants de guerre – Yuri Kozyrev[7] (Noor) za Dépêches de Libye
- Prix Carmignac Gestion du photojournalisme – Robin Hammond, Zimbabwe: Your wounds will be named silence; výstava v kapli École nationale supérieure des Beaux-Arts v Paříži v roce 2012.

- Prix Nadar – Jean-Christian Bourcart, Camden, Images en Manœuvres Éditions
- Prix Arcimboldo – Alexis Cordesse
- Prix Picto – Diane Sagnier
- Prix Tremplin Photo de l'EMI – ?
- Prix Canon de la femme photojournaliste – Ilvy Njiokiktjien
- Prix Voies Off –  Sanne Peper
- Prix HSBC pour la photographie – Alinka Echeverria a Xiao Zhang
- Prix Roger-Pic – Christian Lutz za jeho sérii Tropical gift

- Cena Oskara Barnacka – Jan Grarup, (Dánsko)
- Prix Leica Hall of Fame – Steve McCurry
- Cena Ericha Salomona – Heidi a Hans-Jürgen Koch
- Cena za kulturu Německé fotografické společnosti – Klaus Honnef
- Cena Hansely Miethové – David Gillanders (fotografie), Susanne Krieg (text)

- Davies Medal – Phil Green
- Sony World Photography Awards

- Zlatá medaile Roberta Capy – André Liohn, „Almost Dawn in Libya“ coverage of the 2011 Libyan civil war, Prospekt Photographers for Newsweek – ICRC
- Cena Inge Morath – Zhe Chen (stránky) (Čína),Bees
- Cena Ansela Adamse – Ian Shive[8]
- Cena W. Eugena Smithe – Krisanne Johnson[9] za I Love You Real Fast
- Infinity Awards

- Cena Higašikawy – Peter Dressler, Juki Onodera, Ken Kitano, Minoru Okuda, Šundži Dodo[10]
- Cena za fotografii Ihei Kimury – Masaru Tacuki[11]
- Cena Kena Domona – Naoki Išikawa za Corona
- Cena Nobua Iny – Yi Sangil
- Cena Džuna Mikiho – Kóhei Soeda za Not yet refugees
- Cena inspirace Džuna Mikiho – Ryan Libre za Portraits of Independence: Inside the Kačin Independence Army

- Prix Paul-Émile-Borduas – ?
- Fotografická cena vévody a vévodkyně z Yorku – Scott Conarroe (Keremeos, BC)

- Cena Roswithy Haftmann – Carl André a Trisha Brown
- Prix Pictet – Mitch Epstein

- Národní fotografická cena Španělska – Rafael Sanz Lobato.[12]

## Významná výročí

### Výročí narození
- Erich Auerbach, český fotograf
- Miroslav Hák, český fotograf
- Max Dupain, australský fotograf
- Olive Cotton, fotografka
- David Seymour, fotograf
- Gene Fenn, fotograf
- Joe Rosenthal, fotograf

### Sté výročí úmrtí
- 4. ledna – Dominique Roman, francouzský fotograf (* 18. dubna 1824)
- 11. ledna – Charles-Édouard Hocquard, francouzský lékař, průzkumník a fotograf (* 15. ledna 1853)
- 15. ledna – Jan Maloch, malíř a fotograf (* 11. června 1825)
- 27. března – Philip Adolphe Klier, německý fotograf známý svými fotografiemi z koloniální Britské Barmy (* 1845)
- 23. května – Adolf Russ, český malíř a fotograf (* 14. dubna 1820)
- 6. července – Ignác Šechtl, český fotograf a průkopník kinematografie (* 26. května 1840)
- 29. července – Clément Sans, francouzský fotograf (* 24. června 1834)
- 12. srpna – Raimund von Stillfried, rakouský malíř a fotograf (* 6. srpna 1839)
- 20. října – Sigfús Eymundsson, islandský fotograf a knihkupec (* 24. května 1837)
- ? – Amory N. Hardy, americký fotograf (* 1835)
- ? – Eugenio Interguglielmi, italský fotograf (* 1850)

## Velké výstavy

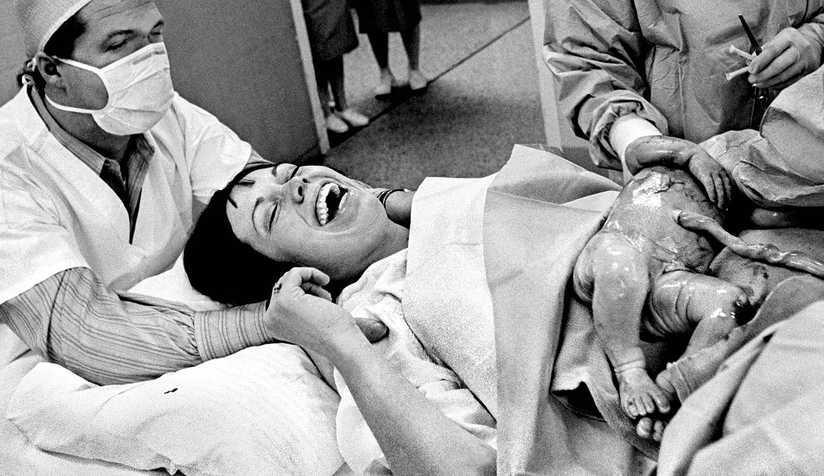
Brian Lanker: Moment of life, jedna ze série fotografií, za kterou obdržel Pulitzerovu cenu za fotografii

- Lewis Baltz, Prototypes/Ronde de Nuit, National Gallery of Art, Washington, D.C., 20. 3. – 31. 6. 2011
- Claude Cahun, Galerie nationale du Jeu de Paume, 24. května – 25. srpna 2011
- Eugène Atget, El viejo Paris, Fundacion Mapfre, Barcelone, začátek 27. května 2011
- Robert Mapplethorpe, Fotografiska, Stockholm, 17. června – 2. října 2011
- Liu Bolin, The Invisible Man, Fotografiska, Stockholm, léto 2011
- Jane Evelyn Atwoodová, Photographies 1976–2010, Maison européenne de la photographie, léto 2011
- Xavier Lambours, XL, Maison européenne de la photographie, léto 2011
- Diane Arbusová, Galerie nationale du Jeu de Paume,[13] 18. října 2011 – 5. února 2012
- 17. listopadu 2011 – 26. února 2012 Henri Cartier-Bresson: The Compass in the Eye … – Kunst Haus Wien

## Úmrtí v roce 2011
- 10. ledna – Tomáš Vosolsobě, český malíř, filatelista a fotograf (* 7. března 1937)
- 11. ledna – Zoë Dominic, 90, anglická fotografka.[14]
- 13. ledna – Ulli Kyrklund, finská fotografka potravin (* 19. září 1927)
- 17. ledna – Lucas Dolega, francouzsko-německý fotoreportér (* 19. srpna 1978)
- 18. ledna – Milton Rogovin, 101, americký dokumentární fotograf.[15]
- 2. února – Koen Wessing, nizozemský fotograf (* 26. ledna 1942)
- 3. února – LeRoy Grannis, 93, americký fotograf surfařů.[16]
- 7. března – Miloslav Stibor, český fotograf aktů a krajin (* 11. července 1927)
- 12. března – Ali Hassan al-Jaber, 56, katarský fotožurnalista (Al Jazeera), zastřelen.[17]
- 13. března – Brian Lanker, 63, americký fotožurnalista, karcinom slinivky břišní.[18]
- 21. března – Michael Abramson, 62, americký umělec a fotograf, rakovina ledvin.[19]
- 5. dubna – Anton Hammerl, 41, jihoafrický fotožurnalista, zastřelen vojáky Muammara Gaddafiho.[20]
- 12. dubna – Miroslav Tichý, 84, český fotograf
- 20. dubna – Tim Hetherington, 40, britský fotožurnalista a filmař (Restrepo)[20][21]
- 20. dubna – Chris Hondros, 41, americký válečný fotograf, zemřel na následky válečného zranění.[20][22]
- 24. dubna – Wiesław Chrzanowski, polský poručík Zemské armády, účastník Varšavského povstání a fotograf (* 4. prosince 1920)
- 4. května – Lázaro Blanco, 73, mexický fotograf, rakovina[23]
- 4. května – Richard Steinheimer, 81, americký fotograf železnic, Alzheimer.[24]
- 7. května – Gunter Sachs, 78, německý fotograf, zastřelen[25]
- 17. června – Dušan Pálka, 68, český fotograf
- 18. června – Dundul Namgyal Tsarong, tibetský fotograf, filmař, spisovatel a politik (* 9. března 1920)
- 27. července – Jerome Liebling, 87, americký fotograf, filmař a akademik (Hampshire College)[26]
- 2. srpna – Karol Benický, 71, český fotograf slovenského původu
- 6. srpna – Roman Opałka, 79, polsko-francouzský malíř a fotograf[27]
- 19. srpna – Margit Ekman, finská fotografka (* 25. února 1919)
- 1. září – Bernhard Johannes Blume, německý umělecký fotograf (Anna a Bernhard Blume) (* 8. září 1937)
- 13. září – Gautam Rajadhyaksha, 60, indický fotograf.[28]
- 20. září – Robert Whitaker, 71, britský fotograf, fotografoval kontroverzní obálku pro kapelu Beatles, takzvanou Butcher cover (album Yesterday and Today), rakovina.[29]
- 9. října – Kostas Balafas, řecký fotograf, zaznamenával venkovský způsob života, albánskou frontu a okupaci  (* 1920)
- 20. října – Barry Feinstein, 80, americký fotograf a fotožurnalista.[30]
- 27. listopadu – Len Fulford, 83, britský fotograf a ředitel komerční televize (Go to work on an egg, Guinness).[31]
- 1. prosince – Ester Plicková, slovenská etnografka a umělecká fotografka (* 2. července 1928)
- 21. prosince – Dezider Németh, slovenský publicista, filmař a fotograf (* 1. června 1936)
- 27. prosince – Gisèle Wulfsohnová, jihoafrická fotografka, pracovala pro noviny a časopisy, specializovala se na portréty, vzdělávání, zdraví a genderové otázky. Byla známá dokumentováním různých kampaní na zvýšení povědomí o HIV/AIDS. (* 18. března 1957)
- ? – John Max, 74, kanadský fotograf.[32]
- ? – Milan Borovička, český amatérský fotograf výhradně ženských portrétů a aktů (* 12. září 1925 – 1. února 2011)
- ? – Zofia Nasierowska, polská umělkyně, spisovatelka a fotografka, specializující se na portrétní fotografii, krajinu, reportáže (* 24. dubna 1938 – 3. října 2011)
- ? – Gérard Castello-Lopes, portugalský fotograf (* 6. srpna 1925 - 12. února 2011)
- ? – Carlos Domínguez, peruánský fotograf a novinář, ve své zemi považován za „nejlepšího fotožurnalistu 20. století“ (* 4. listopadu 1933 – 17. února 2011)
- ? – Otta Sepp, český tramp, fotožurnalista a fotograf, dokumentoval život Jihočechů, objekty určené k demolici či přestavbě v okolí Českých Budějovic (* 7. července 1912 – 10. ledna 2011)
- ? – Erika Billeterová, švýcarská historička umění německého původu, kurátorka, spisovatelka a ředitelka muzea, specializovala se na psaní a editaci katalogů uměleckých výstav, zajímala se o dějiny latinskoamerického umění, autorka knihy Canto a la realidad: Fotografía Latinoamericana 1860–1993 (Píseň realitě: Latinskoamerická fotografie 1860–1993) (* 8. listopadu 1927 – 12. srpna 2011)